# Alpi sveve
Le Alpi sveve o Giura svevo (in tedesco Schwäbische Alb o Schwäbischer Jura) sono una catena montuosa del Baden-Württemberg, in Germania.